# Sycon inconspicuum
Sycon inconspicuum är en svampdjursart som först beskrevs av Lendenfeld 1885.  Sycon inconspicuum ingår i släktet Sycon och familjen Sycettidae. Inga underarter finns listade i Catalogue of Life.